# Ellegalan

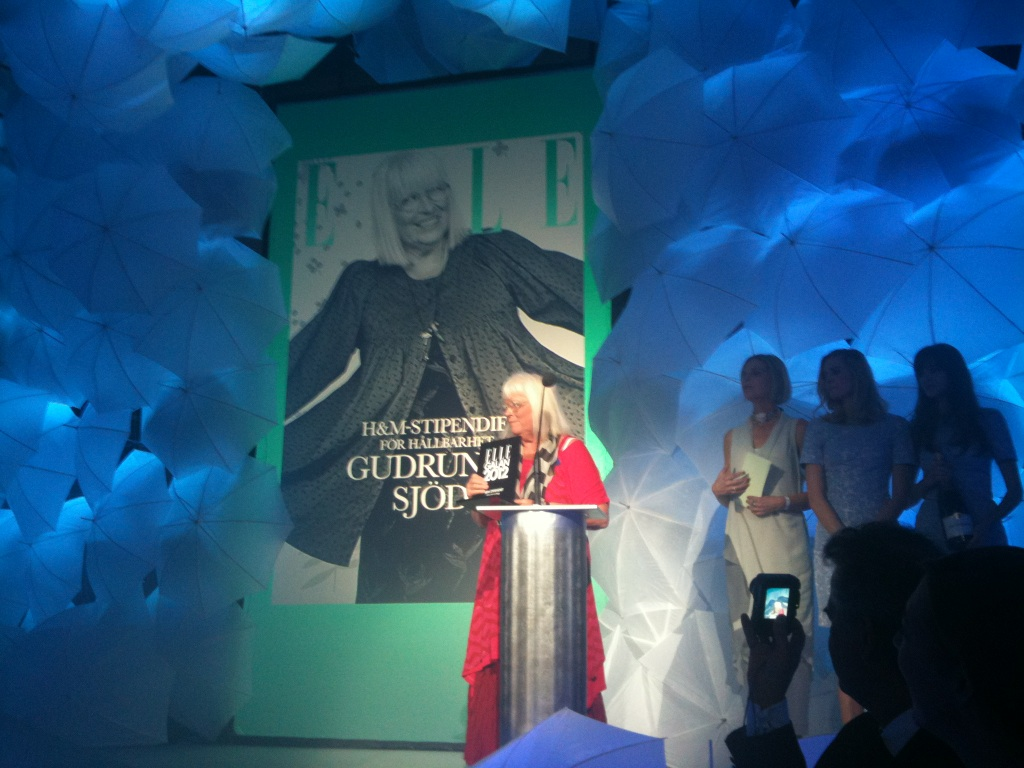
Gudrun Sjödén mottar pris vid Ellegalan 2012.

Ellegalan är en svensk modegala som äger rum i Stockholm varje år sedan 1998. Galan arrangeras av modetidskriften Elle och man utser årets mest framstående personer och verksamheter inom modebranschen – modeskapare, fotomodeller, stylister, makeup-artister och Årets bäst klädda kvinna och man. Galan har fokus på Sverige men även vissa internationella utmärkelser har utdelats. Syftet med galan är att öka intresset för mode, stödja svenska modeskapare och hylla modebranschens talanger. Galan har sedan 2010 hållits på Grand Hôtel i Stockholm och består, utöver prisutdelning även av modevisning och fest. Galan har vanligen ett tema, t.ex. färgtema eller hållbart mode, och bland evenemangets programledare har Carina Berg, Josephine Bournebush och Kakan Hermansson funnits. Mellan 1998 och 2020 arrangerades galan av festfixaren Micael Bindefeld.
Galan har vissa år kunnat ses på TV4 Play och på Sjuan.
Ellegalan anses vara Sveriges största modepris och en höjdpunkt inom svensk modebransch.
Vid den första galan 1998 prisades Johan Lindeberg som Årets svenska designer och till Årets bäst klädda kvinna utsågs Kajsa Leander medan Årets bäst klädda man blev Wille Crafoord.

## Vinnare

### 1997
Den första Ellegalan som hölls i januari 1998.
- Svenska designer: Johan Lindeberg
- Internationella designer: Jean-Paul Gaultier
- Nykomling: Ann-Sofie Back
- Årets bäst klädda kvinna: Kajsa Leander
- Årets bäst klädda man: Wille Crafoord
- Fotograf: Mikael Jansson
- Manlig modell: Alex Lundqvist
- Kvinnlig modell: Anna Klevhag
- Stylist: Kari Hirvonen
- Makeupartist: Tomas Lenneryd
- Hårstylist: Mike Lundgren

### 1998
Galan hölls i januari 1999.
- Svenska designer: Elisabet Yanagisawa
- Internationell designer: Dolce & Gabbana
- Nykomling: Senem Yazan
- Bäst klädda kvinna: Titiyo
- Bäst klädda man: Kristian Luuk
- Fotograf: Henrik Halvarsson
- Modebild: Robert Nettarp med team
- Manlig modell: Daniel Schmikl
- Kvinnlig modell: Anna Karin Berglund
- Stylist: Martina Nilsson
- Makeupartist: Kajsa Svanberg
- Hårstylist: Peter Andersson

### 1999
Galan hölls i januari 2000.
- Svenska designer: Marcel Marongiu
- Årets nykomling: Lovisa Burfitt
- Årets bäst klädda yrkeskvinna: Vanja Berfrits
- Årets bäst klädda artist: Robyn
- Årets bäst klädda skådespelare: Tuva Novotny
- Fotograf: Robert Nettarp
- Bästa bild: Mikael Jansson med team
- Manlig modell: Emil Kullänger
- Kvinnliga modell: Erika Wall
- Stylist: Robert Rydberg
- Makeupartist: Katarina Håkansson
- Hårstylist: Mike Lundgren
- Årets hederspris: Ingrid Schrewelius

### 2000
Galan hölls i januari 2001.
- Designers: Acne
- Årets nykomling: Dedicated Follower of Fashion
- Bäst klädda kvinna: Nina Persson
- Bäst klädda man: Henrik Johnsson
- Fotograf: Robert Nettarp
- Manlig modell: Magnus Berger
- Kvinnlig modell: Mini Andén
- Stylist: Maria Virgin
- Makeupartist: Linda Öhrström
- Hårstylist: Peter Andersson
- Mediapris: Göran Sundberg
- Årets omslag: Stockholm New
- Årets modejobb: ELLE och Robert Nettarp med team
- Hederspris: Mikael Jansson

### 2001
Galan hölls i januari 2002.
- Svensk designer: Marina Kereklidou
- Utländska designer: Marc Jacobs
- Årets nykomling: Blank
- Årets bäst klädda kvinna: Eva Dahlgren och Efva Attling
- Årets bäst klädda man: Johan Renck
- Årets bäst klädda pop-/rockgrupp: The Ark
- Fotograf: Camilla Åkrans/Lund LunD
- Manlig modell: Julien Hedqvist/Stockholmsgruppen
- Kvinnlig modell: Malin Persson/Mikas
- Stylist: Maria Virgin/Link
- Makeupartist: Kristina Kullenberg/Mikas
- Hårstylist: André Cueto-Saavedra/Mikas
- Mediapriset: Nordiska Museet
- Årets hederspris: Mats Gustafsson

### 2002
Galan hölls i januari 2003.
- Årets designer: Carin Rodebjer
- Årets utländska designer: Tom Ford / Gucci
- Årets bäst klädda man: Fredrik Ljungberg
- Årets bäst klädda kvinna: Sara Edwardsson
- Årets bäst klädda pop-/rockgrupp: The Sounds
- Årets fotograf: Tomas Klementsson
- Årets illustratör: Liselotte Watkins
- Årets kvinnlig modell: Filippa Hamilton
- Årets hår & makeup: Peter Andersson
- Årets manlig modell: Carl Brolin
- Årets stylist: Martina Nilsson
- Årets hederspris: Lotta Lewenhaupt

### 2003
Galan hölls i januari 2004
- Årets designer: BLANK – Å. Göransson & F. Blank
- Årets utländska designers: Viktor & Rolf
- Årets nykomling: Nakkna
- Årets accessoardesigner: Jenny Ocholla/Ayayo
- Årets bäst klädda kvinna: Paola Åhlund
- Årets bäst klädda man: Peter Siepen
- Årets bäst klädda grupp: Cardigans
- Årets bäst festklädda: Åse Kleveland
- Årets modefotograf: Camilla Åkrans
- Årets modell: Adina Fohlin
- Årets hår och makeup: Peter Andersson
- Årets stylist: Robert Rydberg
- Årets hederspris: Lars Nilsson/Nini Ricci

### 2004
Galan hölls i januari 2005.
- Årets designer: Ann-Sofie Back
- Årets jeansdesigner: Jonny Johansson för Acne
- Årets internationella designer: Karl Lagerfeld
- Årets nykomling: Carin Wester
- Årets bäst klädda kvinna: Kicki Berg
- Årets bäst klädda man: Daniel Wahlgren (Papa Dee)
- Årets bäst scen- & festklädda: Linda Sundblad/Lambretta
- Årets bäst klädda rock/popgrupp: Latin Kings
- Årets modell: Caroline Winberg
- Årets modefotograf: Ola Bergengren
- Årets stylist: Mattias Karlsson
- Årets hår-& makeupartist: Fredrik Stambro
- Årets hederspris: Katja of Sweden

### 2005
Galan hölls i januari 2006.
- Årets modesigner: Carin Rodebjer
- Årets internationella designer: Miuccia Prada
- Årets nykomling: Dagmar
- Årets smyckesdesigner: David Andersson och Martin Lasson
- Årets bäst klädda kvinna: Nina Philipsson
- Årets bäst klädda man: Per Sinding-Larsen
- Årets fest- och scenklädda: Victoria Silvstedt
- Årets bäst klädda pop/rockgrupp: Anders Wendin (Moneybrother)
- Årets modefotograf: Camilla Åkrans
- Årets modell: Mona Johannesson
- Årets stylist: Karin Smeds
- Årets makeup-/hårstylist: Peter Andersson
- Årets hederspris: Beckmans designhögskola

### 2006
Galan hölls i januari 2007.
- Årets designer: Whyred
- Årets internationella designer: Burberry
- Årets bäst klädda man: Mogge Sseruwagi
- Årets bäst klädda kvinna: Marit Bergman
- Årets bäst klädda scen-/fest: Karin Winther
- Årets Bäst klädda internationella stjärna: Dita von Teese
- Årets modell: Caroline Winberg
- Årets modefotograf: Jimmy Backius
- Årets stylist: Robert Rydberg
- Årets hår/makeup artist: Linda Öhrström
- Årets blickfång: Helena Hörstedt
- Årets H&M-Stipendiat: Minimarket
- Årets hederspris: Gunilla Pontén

### 2007
Galan hölls i januari 2008.
- Årets designer: Acne/Jonny Johansson
- Årets internationella designer: Dries van Noten
- Årets blickfång: Sandra Backlund
- Årets bäst klädda kvinna: Marina Schiptjenko
- Årets bäst klädda man: Jonas Åkerlund
- Årets bäst scen- & festklädda: Sahara Hotnights
- Årets H&M-stipendiat nykomling: Jojo och Malou
- Årets H&M-stipendiat hållbarhet: Bergman Sweden
- Årets celebritetsstylist: Jonas Hallberg
- Årets stylist: Mattias Karlsson
- Årets fotograf: Andreas Sjödin
- Årets modell: Elsa Sylvan
- Årets hår- & makeupartist: Mike Lundgren
- Årets hederspris: Anna Holtblad

### 2009
Galan hölls i januari 2009.
- Årets designer: Fifth Avenue Shoe Repair (Patriksson)
- Årets internationella designer: Luella Bartley (Diane Crook/Kathy)
- Årets bäst klädda kvinna: Lykke L
- Årets bäst klädda man: Håkan Hellström
- Årets bäst scen- & festklädda: Carina Berg
- Årets blickfång: Lars Wallin
- Årets H&M-stipendiat nykomling: Noir et Blanc (Red & Square fashion pr) Petra Thomas och Linnea
- Årets H&M-stipendiat hållbarhet: Nudie
- Årets modefotograf: Marcus Ohlson (LundLund)
- Årets modell: Sara B (Mikas)
- Årets stylist: Robert Rydberg (Link Details)
- Årets hårstylist & makeupartist: Fredrik Stambro (Agent Bauer)
- Årets Hederspris: Margareta van den Bosch

### 2010
Galan hölls på Grand Hôtel, Stockholm i januari 2010.
- Årets designer: Minimarket
- International designer of the year: Stella McCartney
- Årets accessoardesigner :Johanna Dauphin
- Årets bäst klädda man: Musse Hasselvall[5]
- Årets bäst klädda skådespelare: Noomi Rapace
- Årets bäst klädda artist: Agnes
- Decenniets stilikon: Robyn
- Årets fotograf: Peter Gehrke
- Årets stylist: Robert Rydberg
- Årets make: Anya de Tobon
- Årets modell: Dorothea Barth Jörgensen
- Årets innovatör – Sandra Backlund
- Årets H&M-stipendiat Nykomling: Nhu Dong
- Årets H&M-stipendiat Hållbarhet: Myrorna
- Årets hederspris: Susanne Ljung

### 2011
Galan hölls i januari 2011 och programledare var Josephine Bornebusch.
- Årets svenska designer: Carin Rodebjer
- International designer of the year: Peter Dundas för Pucci
- Årets accessoardesigner: Cornelia
- Årets bäst klädda kvinna: Helena Seger
- Årets bäst klädda artist: Petra Marklund (September)
- Årets bäst klädda affärskvinna: Stina Honkamaa
- Årets bäst klädda man: Salem Al Fakir
- Årets modefotograf: Andreas Larsson
- Årets modell: Frida Gustavsson
- Årets stylist: Mattias Karlsson
- Årets makeupartist: Fredrik Stambro
- H&M-stipendiet för nykomling inom design: Greta
- Årets look: Elsa Billgren
- H&M-stipendiet för hållbarhet: Klättermusen
- Årets hederspris: Pär Engsheden

### 2012
Galan hölls i januari 2012 och programledare var Carina Berg.
- Årets svenska designer: Jonny Johansson för Acne
- International designer of the year: Ralph Lauren
- Årets accessoardesigner: Ulrika Lundgren för Rika
- Årets bäst klädda kvinna Alicia Vikander
- Årets bäst klädda man: Timbuktu
- Årets modell: Theres Alexandersson
- Årets blickfång: Urbanears och Molami
- Årets modefotograf: Elisabeth Toll
- Årets stylist: Lisa Lindqwister
- Årets hårstylist: Ali Pirzadeh
- H&M-stipendiet för nykomling inom design: Altewai Saome
- Årets look: Tove Styrke
- H&M-stipendiet för hållbarhet: Gudrun Sjödén
- Årets hederspris: Ingela Klemetz Farago

### 2013
Galan hölls i januari 2013 och programledare var Caroline Winberg, Josephine Bornebusch och Malin Persson.
- Årets designer: Ann-Sofie Back
- International designer of the year: Haider Ackermann
- Årets accessoardesigner: Malinda Damgaard
- Årets bäst klädda man: Tomas Ledin
- Årets bäst klädda kvinna: Ruth Vega Fernandez
- Årets bäst klädda duo: Icona Pop
- Årets blickfång: Diana Orving
- Årets fotograf: Julia Hetta
- Årets stylist: Marcus Söder
- Årets makeupartist: Ignacio Alonso
- Årets modell: Frida Gustavsson
- Årets look: Marie Serneholt
- H&Ms & ELLE:s nykomlingsstipendium: Common
- H&M & ELLE conscious award: Stella McCartney
- Årets hederspris: Bea Åkerlund

### 2014
Galan hölls i januari 2014 och programledare var Josephine Bornebusch.
- Årets designer: AltewaiSaome
- International designer of the year: Riccardo Tisci for Givenchy
- Årets accessoardesigner: Maria Nilsdotter
- Årets bäst klädda man: Adam Pålsson
- Årets bäst klädda kvinna: Moa Gammel
- Årets blickfång: Bea Szenfeld
- Årets fotograf: Andreas Sjödin
- Årets stylist: Naomi Itkes
- Årets hårstylist: Erika Svedjevik
- Årets modell: Tilda Lindstam
- Årets look: Say Lou Lou
- H&Ms & ELLE:s nykomlingsstipendium: Ida Klamborn
- H&M & ELLE conscious award: Bruno Pieters
- Årets hederspris: Denise Grünstein

### 2015
Galan hölls i januari 2015 och programledare var Josephine Bornebusch.
- Årets designer: Dagmar
- Årets accessoardesigner: Little Liffner
- International designer of the year: Jeremy Scott
- Årets bäst klädda man: Alesso
- Årets bäst klädda kvinna: Malin Buska
- Årets blickfång: Elsa Hosk
- Årets fotograf: Johan Sandberg
- Årets stylist: Emelie Johansson
- Årets modell: Julia Hafström
- Årets look: Kenza Zouiten
- H&Ms & ELLE:s nykomlingsstipendium: Giorgi Rostiashvili
- H&M & ELLE conscious award: G-star
- Årets Makeup-artist: Ignacio Alonso
- Årets hederspris: Borås Textilhögskola

### 2016
Galan hölls i januari 2016 och programledare var Kakan Hermansson.
- Årets designer: Ida Sjöstedt
- International designer of the year: Alessandro Michele för Gucci
- Årets accessoardesigner: All Blues
- Årets bäst klädda kvinna: Sabina Ddumba
- Årets bäst klädda man: Roy Fares
- Årets makeupartist: Linda Öhrström
- Årets ELLE och H&M Conscious Award: Filippa K
- ELLE:s & HM:s nykomlingsstipendium 2016: Lamija
- Årets fotograf: BoeMarion
- Årets modell: Hedvig Palm
- Årets stylist: Marcus Söder
- Årets blickfång: Swedish Stockings
- Årets look: Miriam Bryant
- Årets hederspris: Fotografiska

### 2017
Galan hölls i januari 2017 och programledare var Kakan Hermansson.
- Årets designer: Diana Orving
- International designer of the year: Phoebe Philo för Céline
- Årets accessoardesigner: Eytys
- Årets bäst klädda kvinna: Veronica Maggio
- Årets bäst klädda man: Magnus Carlson
- Årets hårstylist: Ali Pirzadeh
- Årets ELLE och H&M Conscious Award: Houdini
- ELLE:s & HM:s nykomlingsstipendium 2017: Johannes Adele
- Årets fotograf: Johnny Kangasniemi
- Årets modell: Julia Hafström
- Årets stylist: Christopher Insulander
- Årets blickfång: Martin Bergström
- Årets look: Bianca Ingrosso
- Årets influencer: Emilia de Poret och Ebba Kleberg von Sydow
- Årets hederspris: Tonie Lewenhaupt

### 2018
Galan hölls i januari 2018 och programledare var Aino Jawo och Caroline Hjelt.
- Årets designer: Frida Bard för HOPE
- Årets accessoardesigner: Baumgarten Di Marco
- Årets bäst klädda man: Ardalan Shekarabi
- Årets bäst klädda kvinna: Alice Bah Kuhnke
- Årets blickfång: Fredrik Robertsson
- H&M & ELLE Conscious Award: Sabina and friends
- Årets fotograf: Elisabeth Toll
- Årets modell: Oumie Jammeh
- Årets influencer: Margaux Dietz
- Årets makeupartist: Josefina Zarmén
- H&Ms & ELLE:s nykomlingsstipendium: Emelie Janrell
- Årets look: Thomas Sekelius
- Årets stylist: Lisa Lindqwister
- Årets hederspris: Efva Attling

### 2019
Galan hölls i januari 2019 och programledare var Kakan Hermansson.
- Årets designer: Carin Rodebjer
- Årets accessoardesigner: Maria Nilsdotter
- Årets bäst klädda kvinna: Sara Danius
- Årets bäst klädda man: Jacob Mühlrad
- Årets blickfång: Selam Fessahaye
- Årets stylist: Elin Svahn
- Årets fotograf: Frida Marklund
- Årets makeupartist: Karin Westerlund
- Årets modell: Sara Eirud
- Årets influencer: Elsa Billgren
- Årets look: Linnea Henriksson
- H&M & ELLE:s nykomlingsstipendium: Rave Review
- H&M & ELLE conscious award: Remake
- Årets hederspris: Camilla Åkrans

### 2020
Galan hölls i januari 2020 och programledare var Kakan Hermansson.
- Årets designer: Toteme
- Årets accessoardesigner: Susan Szatmary
- Årets bäst klädda kvinna: Hedda Stiernstedt
- Årets bäst klädda man: Daniel Hallberg
- Årets blickfång: Frida Jonsvens i samarbete med Glada Hudik-teatern
- Årets stylist: Anna Fernandez
- Årets fotograf: Angelina Bergenwall
- Årets beauty: Sainabou Chune
- Årets modell: Ursula Wangander
- Årets infuencer: Parisa Amiri och Brita Zackari
- Årets look: Imane Asry med Instagramkontot Fashion With Faith
- H&M & ELLE:s nykomlingsstipendium: Amanda Borgfors Meszaros
- H&M & ELLE conscious award: Vividye
- Årets hederspris: Acne Studios

### 2022
Galan hölls i april 2022 och programledare var Kakan Hermansson.
- Årets designer: Rave Review
- Årets accessoardesigner: Sania D’Mina
- Årets bäst klädda skådespelare: Gizem Kling Erdogan
- Årets bäst klädda kvinnliga artist : Seinabo Sey
- Årets bäst klädda man: Alexander Abdallah
- Årets blickfång: Beate Karlsson för AVAVAV
- Årets fotograf: Isak Berglund Mattsson-Mårn
- Årets beauty: Roc Brows
- Årets modell: Sabina Karlsson
- Årets stylist: Maria Barsoum
- Årets look: Matilda Djerf
- H&M & ELLE:s nykomlingsstipendium: Jade Cropper
- H&M & ELLE conscious award: Archive Attire
- Årets hederspris: Susanna Strömqvist

### 2023
Galan hölls i april 2023 och programledare var Kakan Hermansson och Amie Bramme Sey.
- Årets designer: Ellen Hodakova Larsson för Hodakova
- Årets accessoardesigner: Matilda Venczel
- Årets bäst klädda kvinna: Evin Ahmad
- Årets bäst klädda man: Omar Rudberg
- Årets framtidshopp av H&M & ELLE: Feben
- Årets blickfång: Louise Xin
- Årets fotograf: Mattias Björklund
- Årets stylist: Wasima Ayad
- Årets modell: Elio Berenett
- Årets beauty: Johanna Nomiey
- H&M & ELLE Circular fashion award: Kelly Konings
- ELLE & Polestar Design towards zero award: Werewool
- Årets gala-look: Carolina Gynning
- Årets hederspris: Angelo da Silveira

### 2024
Galan hölls 19 april 2024 på Grand Hôtel, Stockholm och programledare var första gången Mapei.
- Årets designer: Anna Teurnell för Teurn
- Årets accessoardesigner: Jimmy Kamhieh Loutfi för Louis Abel
- Årets bäst klädda kvinna: Yaeger
- Årets bäst klädda man: Benjamin Ingrosso
- Årets framtidshopp av H&M & ELLE: Petra Fagerström
- Årets fotograf: Angelina Mamoun-Bergenwall
- Årets stylist: Hilda Sandström
- Årets modell: Sascha Rajasalu
- Årets beauty: Danielle Lundgren för Frikiki Nails
- H&M & ELLE Circular fashion award: Vintage Sphere
- Årets gala-look: Molly Sandén
- Årets hederspris: Textilmuseet

### 2025
Galan hölls 26 april 2025  Grand Hôtel, Stockholm och programledare var Amie Bramme Sey.
- Årets designer: Cristopher Nying för Our Legacy
- Årets accessoardesigner: Saptieu Jeng & Daniel Kriström för Group Eleven Studios
- Årets bäst klädda kvinna: Daniela Rathana
- Årets bäst klädda man: Bill Skarsgård
- Årets framtidshopp av H&M & ELLE: Tanja Vidic
- Årets fotograf: Pauline Suzor
- Årets stylist: Liselotte Bramstång
- Årets modell: Nyajuok Gatdet
- Årets beauty: Philip Fohlin
- Årets gala-look: Felicia Maxime
- Årets hederspris: Anne-Sofie Back